# Pyrgomorpha rugosus
Pyrgomorpha rugosus är en insektsart som först beskrevs av Kenneth Hedley Lewis Key 1937.  Pyrgomorpha rugosus ingår i släktet Pyrgomorpha och familjen Pyrgomorphidae. Inga underarter finns listade i Catalogue of Life.